# Dežerice
Dežerice (ungarisch Dezsér) ist eine Gemeinde im Westen der Slowakei mit 1150 Einwohnern (Stand 31. Dezember 2024), die zum Okres Bánovce nad Bebravou, einem Teil des Trenčiansky kraj, gehört.

## Geographie

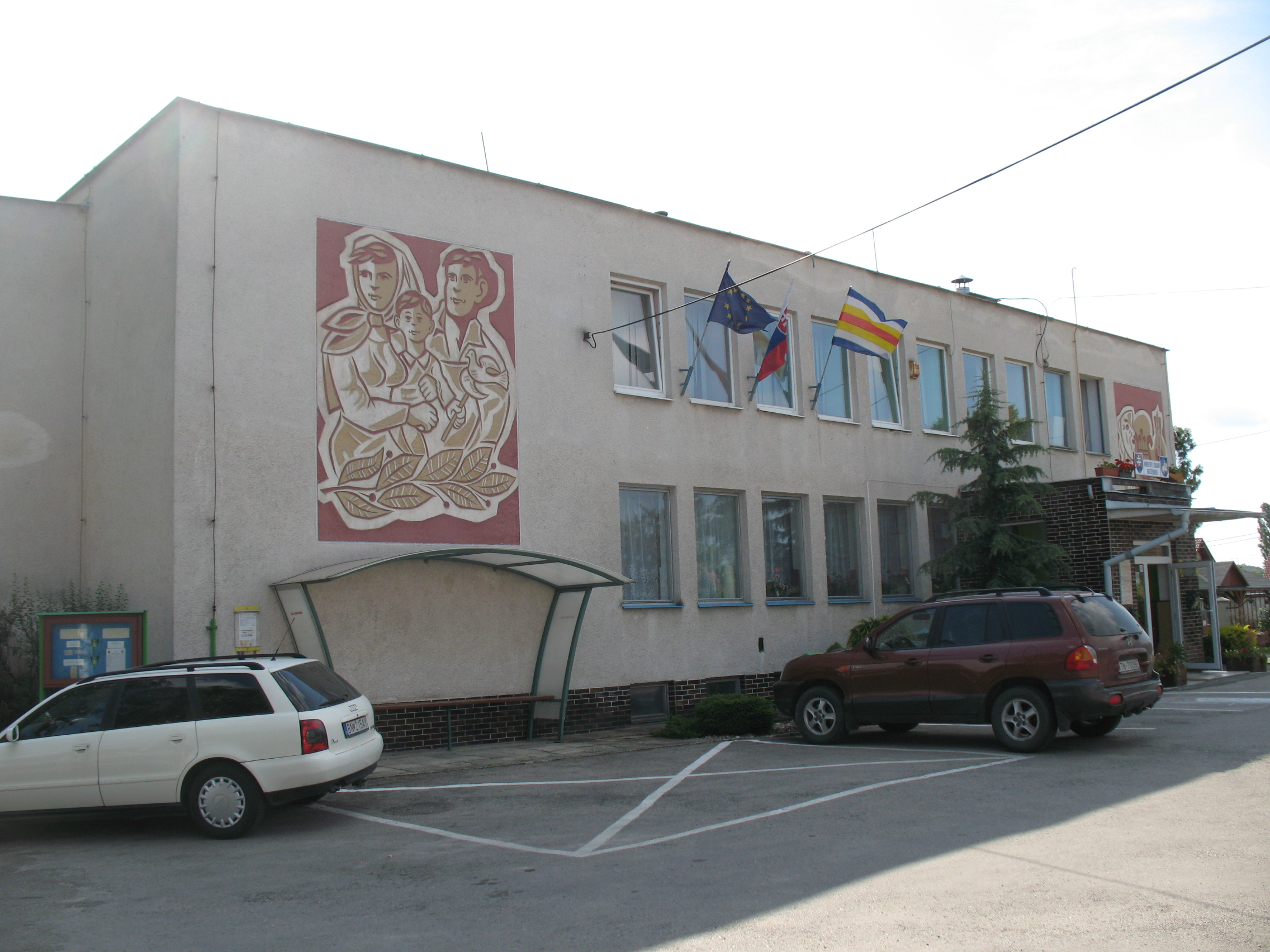
Sitz des Gemeindeamtes

Die Gemeinde befindet sich im nordwestlichen Teil des Hügellands Nitrianska pahorkatina innerhalb des slowakischen Donautieflands, in einem kleinen Seitental des Baches Machnáč. Das Ortszentrum liegt auf einer Höhe von 239 m n.m. und ist sechseinhalb Kilometer von Bánovce nad Bebravou entfernt.
Verwaltungstechnisch besteht die Gemeinde aus dem Hauptort Dežerice sowie dem 1964 eingegliederten Ort Vlčkovo (bis 1948 „Farkaška“).
Nachbargemeinden sind Horňany und Timoradza im Norden, Podlužany im Nordosten und Osten, Bánovce nad Bebravou (Stadtteil Horné Ozorovce) im Südosten und Süden, Ruskovce im Südwesten, Malá Hradná im Westen und Svinná im Nordwesten.

## Geschichte

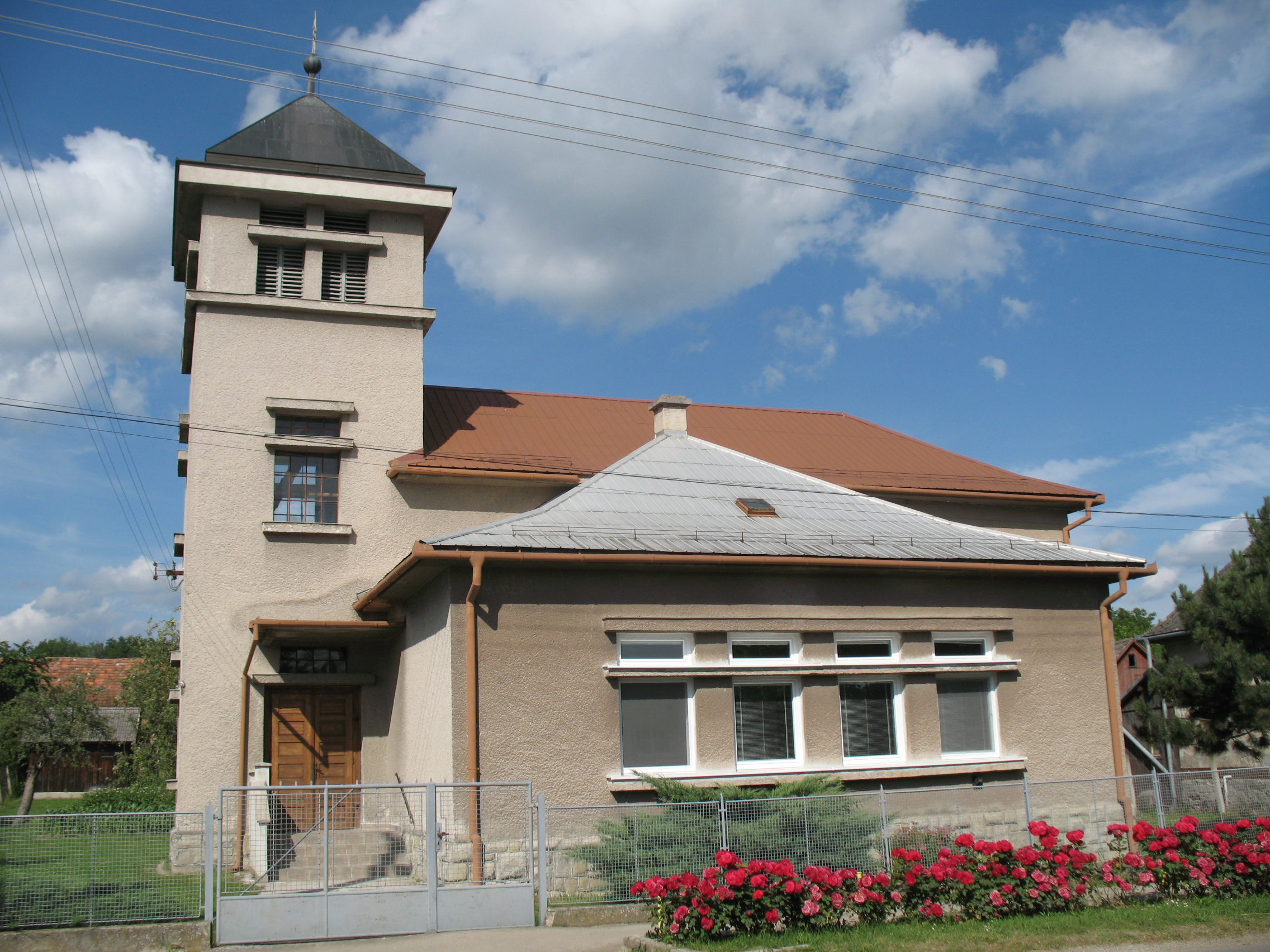
Evangelische Kirche

Dežerice wurde zum ersten Mal 1208 als terra Dezir schriftlich erwähnt. Der Ortsname wird vom lateinischen Personennamen Desiderius abgeleitet. Der Ort war Besitz von niederadeligen Familien Dežerický und Vysočanský. 1598 standen 30 Häuser in Dežerice, 1828 zählte man 70 Häuser und 931 Einwohner, die als Landwirte beschäftigt waren. Im 19. Jahrhundert arbeiteten zwei Brennereien und eine Wassersäge im Ort.
Bis 1918 gehörte der im Komitat Trentschin liegende Ort zum Königreich Ungarn und kam danach zur Tschechoslowakei beziehungsweise heute Slowakei.

## Bevölkerung
| Jahr                | 1994 | 2004    | 2014     | 2024     |
| ------------------- | ---- | ------- | -------- | -------- |
| Anzahl der Personen | 573  | 613     | 763      | 1150     |
| Unterschied         |      | +6,98 % | +24,46 % | +50,72 % |

| Jahr                | 2023 | 2024    |
| ------------------- | ---- | ------- |
| Anzahl der Personen | 1137 | 1150    |
| Unterschied         |      | +1,14 % |

Nach der Volkszählung 2011 wohnten in Dežerice 646 Einwohner, davon 621 Slowaken, fünf Tschechen sowie jeweils ein Kroate und Pole. Sieben Einwohner gaben eine andere Ethnie an und 11 Einwohner machten keine Angabe zur Ethnie.
428 Einwohner bekannten sich zur römisch-katholischen Kirche, 116 Einwohner zur Evangelischen Kirche A. B., acht Einwohner zur apostolischen Kirche, jeweils drei Einwohner zur griechisch-katholischen Kirche und zur orthodoxen Kirche sowie zwei Einwohner zur evangelisch-methodistischen Kirche. 55 Einwohner waren konfessionslos und bei 31 Einwohnern wurde die Konfession nicht ermittelt.

## Bauwerke und Denkmäler
- römisch-katholische Martinskirche aus dem Jahr 1904
- evangelische Kirche aus dem Jahr 1929